# Johann Christian August Heinroth

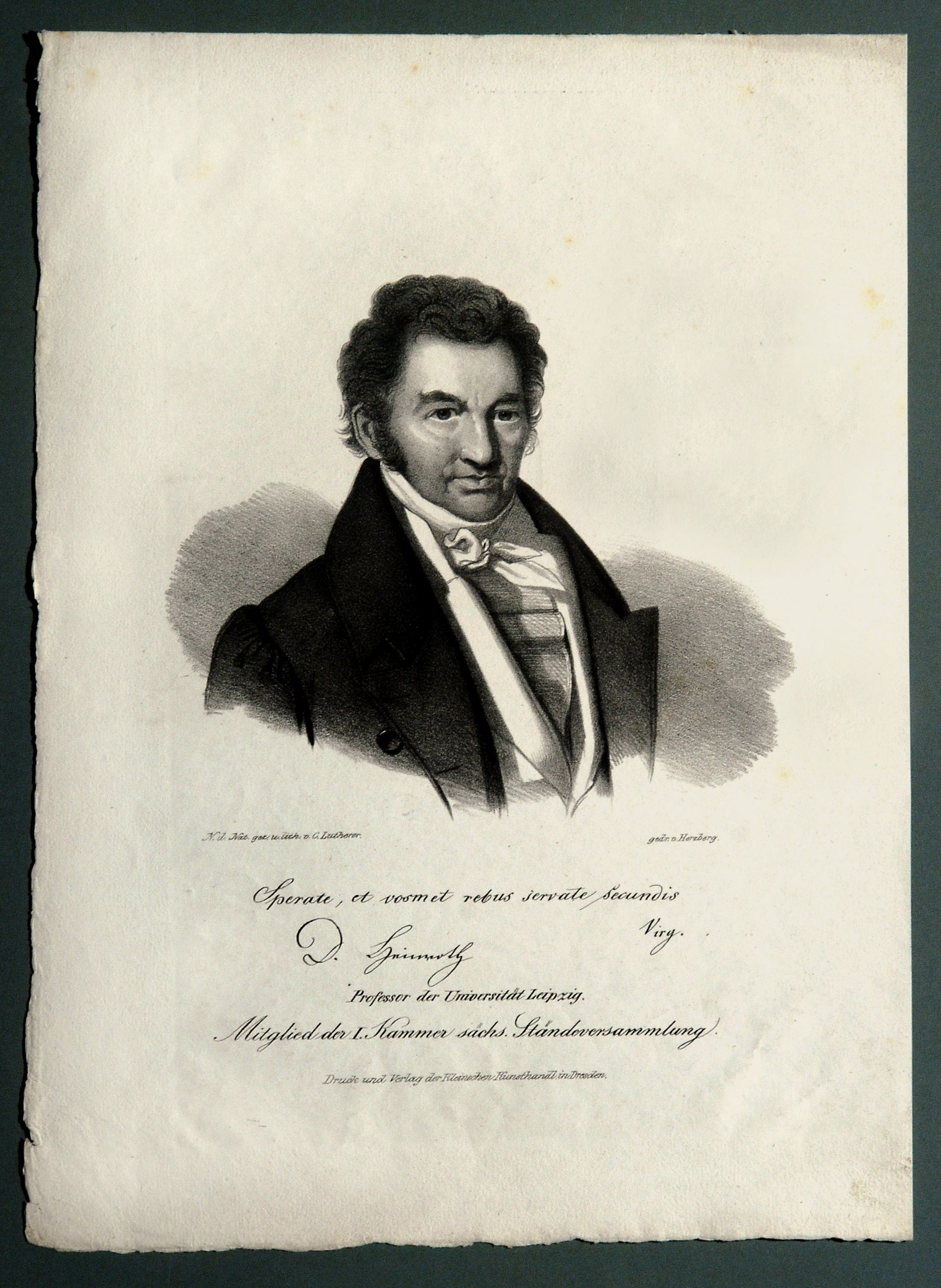
Johann Christian August Heinroth.

Johann Christian Friedrich August Heinroth, född 17 januari 1773 i Leipzig, död där 26 oktober 1843, var en tysk psykiater.
Heinroth blev 1805 medicine doktor, 1811 extra ordinarie och 1827 ordinarie professor i psykiatri vid Leipzigs universitet. Han var den främste representanten för den i början av 1800-talet gängse uppfattningen, att de psykiska sjukdomarna orsakades av syndfullt leverne. Detta moralfilosofiska och teologiska åskådningssätt återverkade på behandlingen av de intagna och tog sig uttryck i stränghet, straff och aga och en så kallad "psykisk behandling", som innefattade grymma och barbariska kurer. År 1803 riktade sig Johann Christian Reil, i sin uppmärksammade skrift Ueber die Anwendung der psychischen Curmethode auf Geisteskrankheiten, mot denna metod, vilket på sikt ledde till betydande reformer inom sinnessjukvården.